# F4
F4 là một nhóm nhạc nam nổi tiếng của Đài Loan bao gồm 4 thành viên: Ngôn Thừa Húc (Jerry Yan), Châu Du Dân (Vic Zhou), Ngô Kiến Hào (Vanness Wu), Chu Hiếu Thiên (Ken Zhu). Nhóm nhạc này đã từng nhận được sự đón nhận nồng nhiệt của khán giả trẻ các nước châu Á, nhất là vào đầu những năm 2000.
Tên gọi của nhóm được đặt theo tên của nhóm 4 chàng công tử trong bộ phim "Vườn sao băng" do 4 thành viên của nhóm nhạc F4 thủ vai chính.
Năm 2007, nhóm F4 còn có tên gọi khác là JVKV được đặt bằng cách ghép 4 chữ cái đầu trong tên tiếng Anh của 4 thành viên.
Theo Sài Trí Bình, nhà sản xuất nổi tiếng của Đài Loan và là người biến F4 thành "sao", việc đặt tên F4 cho bộ tứ này trước đây đã được nhà xuất bản quyển Hana Yori Dango của Nhật Bản cho phép sử dụng. Tuy nhiên, hiện nhà xuất bản này không muốn cái tên F4 tiếp tục được dùng nữa. Cũng theo Sài Trí Bình, bà thừa hiểu việc đổi tên nhóm nhạc không phải là điều dễ dàng, bởi cái tên "F4" đã in sâu trong lòng nhiều người hâm mộ.